# Epistreptus uncinatus
Epistreptus uncinatus är en mångfotingart som beskrevs av Carl Graf Attems 1950. Epistreptus uncinatus ingår i släktet Epistreptus och familjen Spirostreptidae. Inga underarter finns listade i Catalogue of Life.